# 布尔函数

在数学中，布尔函数（Boolean function），又称逻辑函数，描述如何基于对布尔输入的某种逻辑计算确定布尔值输出。它们在复杂性理论的问题和数字计算机的芯片设计中扮演基础角色。布尔函数的性质在密码学中扮演关键角色，特别是在对称密钥算法的设计中（参见S-box）。

## 有限布尔函数
在数学中，有限布尔函数是如下形式的函数{\displaystyle f:\mathbb {B} ^{k}\rightarrow \mathbb {B} }，这里的{\displaystyle \mathbb {B} =\{0,1\}}是布尔域，而 {\displaystyle k} 是非负整数。在 {\displaystyle k=0} 的情况下，函数简单的是 {\displaystyle \mathbb {B} } 的一个恒定元素。
更一般的说，形如 {\displaystyle f:X\rightarrow \mathbb {B} } 函数，这里的 {\displaystyle X} 是任意集合，是布尔值函数。如果{\displaystyle X=\mathbb {M} =\{1,2,3,\cdots \}}，则 {\displaystyle f} 是“二进制序列”，就是说0和1的无限序列。如果{\displaystyle X=[k]=\{1,2,3,\cdots ,k\}}，则 {\displaystyle f} 是长度为 {\displaystyle k} 的“二进制序列”
有{\displaystyle 2^{2^{k}}}个这种函数。

## 代数范式
布尔函数可以唯一的写为积（AND）之和（XOR）。这叫做代数范式（ANF），也叫做Zhegalkin多项式。
| {\displaystyle f(x_{1},x_{2},\ldots ,x_{n})=\!} | {\displaystyle a_{0}+\!}                                               |
|                                                 | {\displaystyle a_{1}\;x_{1}+a_{2}\;x_{2}+\ldots +a_{n}\;x_{n}+\!}      |
|                                                 | {\displaystyle a_{1,2}\;x_{1}x_{2}+\ldots +a_{n-1,n}\;x_{n-1}x_{n}+\!} |
|                                                 | {\displaystyle \ldots \quad \ldots \quad \ldots +\!}                   |
|                                                 | {\displaystyle a_{1,2,\ldots ,n}\;x_{1}x_{2}\ldots x_{n}\!}            |

这里的{\displaystyle a_{0},a_{1},\ldots ,a_{1,2,\ldots ,n}\in \{0,1\}^{*}}。
序列{\displaystyle a_{0},a_{1},\ldots ,a_{1,2,\ldots ,n}}的值因此还唯一的表示一个布尔函数。
布尔函数的代数次数被定义为出现在乘积项中的 {\displaystyle x_{i}} 的最高次数。所以{\displaystyle f(x_{1},x_{2},x_{3})=x_{1}+x_{3}}有次数1（线性），而{\displaystyle f(x_{1},x_{2},x_{3})=x_{1}+x_{1}x_{2}x_{3}}有次数3（立方）。

对于每个函数{\displaystyle f}都有一个唯一的ANF。只有四个函数有一个参数: {\displaystyle f(x)=0} ，{\displaystyle f(x)=1} ，{\displaystyle f(x)=x} ，{\displaystyle f(x)=1+x} ；它们都可以在ANF中给出。要表示有多个参数的函数，可以使用如下等式：
{\displaystyle f(x_{1},x_{2},\ldots ,x_{n})=g(x_{2},\ldots ,x_{n})+x_{1}h(x_{2},\ldots ,x_{n})} ，
这里的{\displaystyle g(x_{2},\ldots ,x_{n})=f(0,x_{2},\ldots ,x_{n})} 并且 {\displaystyle h(x_{2},\ldots ,x_{n})=f(0,x_{2},\ldots ,x_{n})+f(1,x_{2},\ldots ,x_{n})} 。
实际上，
如果{\displaystyle x_{1}=0} ，则{\displaystyle x_{1}h=0} ，并因此{\displaystyle f(0,\ldots )=f(0,\ldots )} ；
如果{\displaystyle x_{1}=1} ，则{\displaystyle x_{1}h=h} ，并因此{\displaystyle f(1,\ldots )=f(0,\ldots )+f(0,\ldots )+f(1,\ldots )} 。
因为{\displaystyle g}和{\displaystyle h}二者都有比{\displaystyle f}少的参数，可以得出递归的使用这个过程将完成于只有一个变量的函数。

例如，让我们构造一个{\displaystyle f(x,y)=x\lor y}（逻辑或）的ANF：
{\displaystyle f(x,y)=f(0,y)+x(f(0,y)+f(1,y))} ；
因为{\displaystyle f(0,y)=0\lor y=y} 并且{\displaystyle f(1,y)=1\lor y=1}，可以得出{\displaystyle f(x,y)=y+x(y+1)}；
通过打开括号我们得到最终的ANF：{\displaystyle f(x,y)=y+xy+x=x+y+xy} 。